# Tiếng Pali
Pāli (𑀧𑀸𑀮𑀺) còn gọi là Nam Phạn, là một ngôn ngữ thuộc nhóm Ấn-Arya Trung cổ hay prakrit. Nam Phạn là ngôn ngữ kinh điển của Phật giáo Nguyên Thủy, dùng trong việc chép kinh cùng tụng niệm, trong đó có bộ Tam tạng (tên theo tiếng Nam Phạn là Tipitaka). Chữ Nam Phạn được đúc kết từ mấy nguồn hệ thống chữ viết khác nhau, từ chữ Brahmi, Devanāgarī và các chữ viết thuộc hệ Ấn-Aryan. Khi Latinh hóa thì hệ thống do T. W. Rhys Davids thuộc Pali Text Society khởi xướng được dùng nhiều hơn cả.